# 태아순환
태아순환(胎兒循環, fetal circulation)이란 태아가 갖는 독특한 순환계를 말한다. 태아의 경우 폐에서 기체교환, 영양분 공급 등의 물질교환이 일어나는 것이 아니라 태반에서 물질교환이 일어나므로 정상 성인의 순환계와 다른 양상을 보인다. 호흡에 폐를 사용하지 않으므로 폐순환이 거의 일어나지 않고, 이를 대신해 기체교환과 영양분 공급이 일어나는 태반과 탯줄이 발달하였다. 태아는 임신 내내 태아순환을 유지하다가 태어남과 동시에 일반적인 순환계의 모습을 갖게 된다.

## 출생 전
태반에서 물질교환이 일어난 혈액은 배꼽정맥을 통해 태아로 들어온다. 이 혈액의 절반 정도는 정맥관을 통해 아래대정맥으로 곧바로 들어가고, 나머지 절반은 간을 거쳤다가 간정맥을 통해 아래대정맥으로 들어간다. 아래대정맥의 혈액은 우심방으로 들어가는데, 태아는 좌심방과 우심방 사이 타원구멍이 존재하여 대부분의 혈액이 폐순환을 거치지 않고 곧바로 좌심방으로 들어간다. 좌심방의 혈액은 좌심실을 거처 대동맥으로 나오게 되고, 체순환을 시작한다. 이때 일부 혈액은 속엉덩동맥의 가지인 배꼽동맥을 타고 태반으로 되돌아가 엄마의 혈액과 물질교환을 하게 된다.
우심방에 들어온 혈액 중 대부분은 난원공을 통과하여 좌심방으로 가지만, 일부는 우심실을 통해 폐동맥으로 나간다. 태아는 폐동맥과 대동맥 사이를 연결해주는 동맥관이 존재하는데, 허파동맥을 통해 나온 혈액 중 대부분이 이 동맥관을 타고 대동맥으로 가 체순환을 하게 된다.

## 출생 후
아기가 태어나 호흡을 하게 되면 태아 순환이 끝나게 된다. 아기가 숨을 들이마시면 폐에 있는 혈관들에 더 많은 양의 혈액이 흐르게 되는데, 이때 폐정맥을 통해 좌심방으로 유입되는 혈액이 많아져 좌심방의 압력이 우심방보다 상대적으로 높아지게 된다. 이 때문에 좌심방과 우심방 사이의 타원구멍이 닫히게 되는데, 닫힌 구조를 타원오목이라고 한다. 또한 혈액 속의 산소가 증가하게 되어 체내 프로스타글란딘이 줄어들게 되는데, 이 때문에 동맥관이 닫히게 된다. 타원구멍과 동맥관이 닫힘으로써 혈액들이 더 이상 우회하지 못하고 폐순환을 하게 된다.
때때로 이러한 과정이 정상적으로 일어나지 않고 타원구멍이나 동맥관이 열려 있는 경우가 있다. 타원구멍이 열렸을 때를 난원공 개존증(PFO), 동맥관이 열렸을 때를 동맥관 개존증(PDA)이라고 하는데 그 정도에 따라 증상이 다양하다.

## 태아 순환의 잔재
출생 이후 태아 순환이 더 이상 일어나지 않지만, 과거 태아 순환의 잔재가 남아 있을 수 있다.
| 출생 전                     | 출생 후               |
| --------------------------- | --------------------- |
| 타원구멍                    | 타원오목              |
| 동맥관                      | 동맥관인대            |
| 정맥관                      | 정맥관인대            |
| 태아의 왼쪽 배꼽정맥        | 간원인대              |
| 태아의 양쪽 배꼽동맥의 몸쪽 | 속엉덩동맥의 배꼽동맥 |
| 태아의 양쪽 배꼽동맥의 먼쪽 | 안쪽배꼽인대          |